# Wark
Pour les articles homonymes, voir Wark (homonymie).
La Wark (luxembourgeois : Waark) est un gros ruisseau du Luxembourg et un affluent de l'Alzette faisant donc partie du bassin versant du Rhin.
Elle naît au nord de Grosbous de la confluence des deux ruisseaux Welterbaach et Fielsterbaach, puis traverse Mertzig, Niederfeulen, Welscheid et Warken avant de se jeter dans l'Alzette à Ettelbruck.